# Henry Blackwood (médecin)
Pour les articles homonymes, voir Henry Blackwood et Blackwood.
Henry Blackwood, dont le nom a été francisé en Henri Blackwood ou Henri Blacuod et latinisé en Henricus Blacuodæus, né à Paris le 24 mars 1588 et mort à Rouen le 17 décembre 1634, est un médecin français d'origine écossaise.

## Biographie
Son oncle était Adam Blackwood, conseiller de Marie Stuart. Son père, appelé également Henry Blackwood, fut professeur de philosophie à l'université de Paris, puis doyen de la faculté de médecine.
Devenu médecin comme son père, Henry Blackwood entra comme professeur de médecine au Collège royal en 1624. Au bout de trois ans, il renonça à sa chaire pour se rendre à Rome auprès du pape Urbain VII, qui l'estimait beaucoup. Les médecins de la ville, jaloux de la faveur dont il jouissait auprès du souverain pontife, le persécutèrent avec tant d'acharnement qu'il fut obligé de se réfugier à Venise et, bientôt après, de revenir à Paris. Il mourut subitement à Rouen à l'âge de 46 ans.
Selon la Biographie universelle de Michaud, Henry Blackwood « était un homme de beaucoup de talent, mais très inconstant, philosophe, orateur, médecin, soldat, courtisan, voyageur, et intrigant dans tous ces états ». On connaît de lui une quinzaine d'ouvrages médicaux, dont une traduction en latin des Pronostics d'Hippocrate.

## Publications
- Ergo evacuationi immodicum potius quam retentioni medendum (1570)
- Ergo partus octimestris non vitalis (1579)
- Ergo hepatitis arte expugnabilis (1594)
- Ergo pisces febricitantibus carnibus salubriores (1596)
- Ergo hepatitis arte inexpugnabilis (1602)
- Ergo maxima pars morborum a cerebro (1602)
- Elogia in quatuor medicinae candidatorum gratiam habita (1610)
- Ergo dyspitœam thoracis et pulmonis affectus consequitur (1610)
- Ergo sanguis humorum princeps (1611)
- Ergo similarium temperies facultatum basis (1617)
- Ergo a sanguine apoplexia (1619)
- Ergo peregrinatio in morbis necessaria (1624)
- Hippocratis prognosticorum libri tres, ad veterum exemplarium fidem emendati et recogniti (1625)
- Non ergo graciles febriculosi (1633)
- Non ergo visceribus nutritiis œstuantibus metallicarum aquarum potum salubrem esse (1633)

## Sources
- Charles-Louis-Fleury Panckoucke, Dictionnaire des sciences médicales. Biographie médicale, Panckoucke, Paris, 1820, vol. II, p. 273-274.
- Louis-Gabriel Michaud, Biographie universelle ancienne et moderne, vol. IV, 1834, p. 394.
- « Electric Scotland » Site internet consulté le 21 mars 2008.